# Loys Choquart
Loys Choquart (* 11. Oktober 1920 in Genf; † 10. Dezember 1989 in Puplinge) war ein Schweizer Jazzmusiker (Tenor- und Altsaxophon, Klarinette) und Radiomoderator.

## Leben
Choquart erhielt ab dem fünften Lebensjahr durch seine Mutter, eine hervorragende Musikerin, Klavierunterricht. Mit sechzehn Jahren lernte er zusätzlich Klarinette und Saxophon. 1939 wurde er Mitglied der Jam Band um Francis Selleger. Ab dem gleichen Jahr betreute er regelmäßig Jazz-Sendungen für Radio Genève. Dies waren damals die einzigen Jazz-Produktionen in französischer Sprache (im besetzten Frankreich war der amerikanische Jazz im Rundfunk verboten). 1942 gründete er die New Rhythm Kings zusammen mit Posaunist Eric Brooke und Pianist Bib Thévenaz; in dieser Zeit nahm er die erste Schallplatte für Parlophone auf. Von 1943 bis 1951 leitete er sein bekanntestes Orchester, die Dixie Dandies, bei dem Musiker wie Henri Chaix, Harry Archer und Claude Aubert mitwirkten. 1952 stellte Loys Choquart mit Créole Jazz eine Band zusammen, die sich am New Orleans Jazz orientierte; dazu gehörten Trompeter Francis Selleger und Francis Bonjour sowie der Posaunist Bibus Dufour und am Banjo Alain du Bois. Die Schallplatten dieser Band (für Columbia Records) erhielten 1955 den Prix Jazz Hot. Kurz darauf wechselte Choquart dann ans Altsaxophon und gründete ein Quintett mit einem Vibraphonisten und einer eher modern spielenden Rhythmusgruppe. 1955 übernahm Loys Choquart den Nightclub La Tour und gab das aktive Musizieren zunächst auf; ab 1970 fand er zum Jazz zurück und war auch in Dänemark auf Tournee. 
Choquart war dem Biografischen Lexikon des Schweizer Jazz zufolge ein sehr versierter Klarinettist mit exzellenter Technik, der in seiner Stilistik Barney Bigard ähnlich war. Auf dem Altsaxophon hatte er einen kräftigen Ton; seine Spielart und sein Temperament erinnerten an Russell Procope.

## Diskografie
- Loys Choquart/Picadilly Six: Dixieland Happy Meeting (1970)
- Loys Choquart with the P.S. Corporation (1972)

## Lexigraphische Einträge
- Bruno Spoerri (Hrsg.):  Biografisches Lexikon des Schweizer Jazz CD-Beilage zu: Spoerri, Bruno (Hrsg.): Jazz in der Schweiz. Geschichte und Geschichten. Chronos-Verlag, Zürich 2005, ISBN 3-0340-0739-6
- New Grove Dictionary of Jazz Macmillan, 2002